# Патріот: Атака клонів
Патріот: Атака клонів — гумористичний комікс з елементами супергероїки, у 2015 році вийшло продовження Патріот: Ренегат.

## Сюжет
Саркастично-гумористичний комікс, в якому піднімається одвічна проблема — чи готова Україна протистояти сторонній агресії? Цього разу над Києвом зависла ворожа космічна станція ”Фобос”, яка одним пострілом здатна спопелити всю країну. В такій безвиході, коли одні рятуються втечею, знаходиться герой, що здатний перемогти непереможного ворога навіть у космосі, і ім’я йому — сержант Відірвенко!